# Lobasove, Markivka
Lobasove (în ucraineană Лобасове) este un sat în comuna Sîceanske din raionul Markivka, regiunea Luhansk, Ucraina.

## Demografie
Componența lingvistică a localității Lobasove
     Ucraineană (93,13%)
     Rusă (6,88%)
Conform recensământului din 2001, majoritatea populației localității Lobasove era vorbitoare de ucraineană (93,13%), existând în minoritate și vorbitori de rusă (6,88%).